# TEC Awards
Los premios TEC son un programa anual que reconoce los logros más destacables de los profesionales del audio. Los premios se otorgan en honor a productos técnicamente innovadores, así como a empresas e individuos que se han destacado en sonido para televisión, cine, grabaciones y conciertos. TEC es un acrónimo de Technical Excellence and Creativity.

## Historia
Los premios fueron fundados en 1985 por la revista, con eventos de premios que se llevan a cabo anualmente en las convenciones de Audio Engineering Society . En 1990, la TEC Foundation for Excellence in Audio, una organización de beneficio público 501(c)(3) (sin fines de lucro) que también ofreció becas y trabajó para mitigar la pérdida auditiva inducida por el ruido, asumió la responsabilidad de dichos premios. En 2011, el programa de premios TEC se llevó a cabo en el NAMM Show, y en 2013, la Fundación TEC se fusionó con la Fundación NAMM, el brazo educativo y caritativo de NAMM.[cita requerida]

## Proceso de premios
La lista de nominaciones de los Premios TEC es recopilada anualmente por el panel de nominaciones de los Premios TEC, un comité de más de 100 profesionales de la industria. La lista de nominados se encuentra publicada en el sitio web de la Fundación. Los ganadores se anuncian y los premios se entregan en una ceremonia que se lleva a cabo en NAMM Show, una de las ferias comerciales más grandes de la industria de productos musicales, que se lleva a mensualmente de enero en Anaheim, California .

## Otros honores

### Salón de la Fama de los Premios TEC
De igual manera, una persona pionera o innovadora es elegida anualmente para el honor de inducción al Salón de la Fama de los Premios TEC. Este premio especial se estableció en 1988 y el ganador es seleccionado por el panel de nominación de los Premios TEC.

### Premio Les Paul
Además, a través del Premio Les Paul, el panel de nominaciones de los Premios TEC y la junta directiva de la Fundación TEC honran a "individuos o instituciones que han establecido los más altos estándares de excelencia en la aplicación creativa de la tecnología de audio". Gibson Musical Instruments, fabricante de la guitarra eléctrica Gibson Les Paul, fue patrocinador del premio Les Paul. Este premio especial fue establecido en 1991. En 1997, Les Paul entregó su premio homónimo a Stevie Wonder y en el 2003, junto con Bob Ludwig, anunció que Bruce Springsteen, que no pudo asistir al evento, recibiría el premio de ese año. En 2007, a los 92 años, Les Paul entregó el premio al músico, compositor y productor Al Kooper .

### Salón de la Fama de la Tecnología
El panel de nominaciones de los Premios TEC puede optar por honrar una serie de productos de audio pioneros o innovadores con la inducción al Salón de la Fama de la Tecnología. Un producto debe tener diez años para recibir el honor. En el establecimiento de esta categoría de premios en la Convención AES en San Francisco en octubre de 2004, los 25 miembros iniciales incluyeron el venerable cilindro de Edison (1877), la grabadora de disco plano de Emile Berliner (1887) y Alan Dower Blumlein Stereo Patent (1931). ).